# دانيال بيرس (مصور)
دانيال بيرس (بالإنجليزية: Daniel Peirce)‏ هو مصور أمريكي، ولد في 21 مايو 1959 في واشنطن العاصمة في الولايات المتحدة.